# Sobral da Abelheira
Sobral da Abelheira ist ein Ort und eine ehemalige Gemeinde (Freguesia) im portugiesischen Kreis Mafra. Die Gemeinde hatte 1153 Einwohner (Stand 30. Juni 2011).
Am 29. September 2013 wurden die Gemeinden Sobral da Abelheira und Azueira zur neuen Gemeinde União das Freguesias de Azueira e Sobral da Abelheira zusammengeschlossen.